# 4901 (1988 VJ)
4901 (1988 VJ) је астероид главног астероидног појаса чија средња удаљеност од Сунца износи 2,274 астрономских јединица (АЈ).
Апсолутна магнитуда астероида је 13,5.